# أنطون كوسمو
أنطون كوسمو (بالإنجليزية: Anton Cosmo)‏ هو مغنٍ أمريكي، ولد في 14 أكتوبر 1982.